# 瑟伦·亨里克森
瑟伦·亨里克森（丹麥語：Søren Henrichsen，20世纪—），丹麦男子赛艇运动员。他曾代表丹麦参加世界赛艇锦标赛，获得一枚金牌和一枚银牌，均来自男子轻量级八人单桨有舵手项目。